# Frente de Libertação Afar

Bandeira do grupo.

Frente de Libertação Afar é um partido político dos afares na Etiópia.  É conhecido por lutar contra o regime comunista do Derg e a República Democrática Popular da Etiópia de 1975 a 1991. Depois que a Guerra Civil Etíope terminou, o grupo continuou a promover os interesses dos afares no país pacificamente. 